# 't Bard op en binnen
 't Bard op en binnen - De levende luchter - was een revue van Rik Senten die vanaf 1921 met veel succes speelde in het Antwerpse Hippodroomtheater.
Naast het volkse vermaak zal het feit dat 6 schijnbaar naakte vrouwen een luchter vormden hieraan ook wel hebben bijgedragen.

## Productie
Dit was niet zijn eerste maar wel één van de meer dan 20 revue's van Rik Senten, opgebouwd in 2 bedrijven met 32 taferelen. Decors en kostuums kwamen over van de Folies Bergère in Parijs. 
De acteerprestaties werden aangevuld met koren en het ballet van Mevr. Katicza die meestal met een dozijn danseressen werkte. Voor deze productie werden ze omschreven als The 12 Hyppodrommegirls. 
De bezoeker werd niet alleen 8 groote balletten maar ook grootsche montering, versterkt orkest, schitterende decors en een alles overtreffende ervaring beloofd.

## Artiesten
- John Janssens (1879 - 1961)
- Maria Peenen (1895 - )
- Louis Belloy (1877 - 1950)
- Frans van Aerschot (1865 - 1939)
- Rik Senten (1885 - 1962)
- Jef Verlinden (1891 - 1956)
- Jef de Waegenaere
- Nini de Boël (1898 - 1982)
- Staf Briers (1882 - 1965)
- Smits-Ducheyne
- Antoon Janssens (1866 - 1958)